# Jastrebci
Jastrebci – wieś w Słowenii, w gminie Ormož. 1 stycznia 2018 liczyła 150 mieszkańców.